# Favorite (álbum)
Favorite es la reedición del álbum de estudio Sticker, y la tercera reedición de NCT 127. El álbum fue lanzado el 25 de octubre de 2025 por SM Entertainment, distribuido en Corea del Sur por Dreamus y por Virgin Music en Estados Unidos. El álbum consiste de tres canciones adicionales, incluyendo el sencillo principal "Favorite (Vampire)".
El álbum reeditado, junto a Sticker lograron vender 3.58 millones de copias en Corea del Sur, siendo un éxito comercial.

## Antecedentes
El 28 de junio de 2021, SM Entertainment publicó una presentación sobre el futuro de la compañía y futuros comebacks de sus artistas durante el evento "SM Congress". la presentación indicaba que NCT 127 estaba planeando lanzar su tercer álbum de estudio y una reedición antes de que terminara el año. Tras casi un mes de la salida de Sticker, SM Entertainment empezaría a publicar videos teasers sobre la reedición del álbum en YouTube. El 23 de octubre se lanzaría el video teaser del sencillo principal "Favorite (Vampire)".

## Rendimiento comercial
El 25 de octubre de 2021, se informó que Favorite había superado la cifra de 1.060.000 órdenes de preventa, convirtiéndolo en la reedición más comprada de SM Entertainment durante la preventa. Una semana después de su lanzamiento, se informó que el álbum ya había vendido más de 1.1 millones de copias, dando un total de 3.58 millones de copias vendidas junto con Sticker.

## Lista de canciones
| Sticker |                                   |                                                       | |          |  |
| N.º     | Título                            | Letras                                                | Música | Duración |  |
| 1.      | «Favorite (Vampire)»              | Kenzie                                                | Kenzie, Rodney "Darkchild" Jerkins y Rodnae "Chikk" Bell                                                    | 3:34     |  |
| 2.      | «Sticker»                         | Yoo Young-jin, Taeyong y Mark                         | Yoo Young-jin, Dem Jointz, Calixte, Prince Chapelle y Ryan S. Jhun                                          | 3:47     |  |
| 3.      | «Love on the Floor»               | Ku Tae-woo                                            | Michael Jiminez, Jeremy "Tay" Jasper, Dylan Huling, Timothy "BOS" Bullock y Hautboi Rich                    | 3:38     |  |
| 4.      | «Lemonade»                        | Han Yeo-reum (Joombas) y Teuru (Joombas)              | Charles "Rokman" Rhodes y Benji Bae                                                                         | 3:10     |  |
| 5.      | «Breakfast»                       | Jeong Ha-ri (Joombas)                                 | Simon Petrén, Andreas Öberg y Ninos Hanna                                                                   | 3:32     |  |
| 6.      | «Pilot»                           | Mingtion y Junny                                      | Mingtion y Junny                                                                                            | 3:29     |  |
| 7.      | «Focus (같은 시선)»               | Lee Chang-hyeok                                       | Jaicko Lawrence, Oluwayomi Emmanuel Oredein, Darius Michael Bryant, Otha "Vaskeen" Davis III y Ryan S. Jhun | 3:24     |  |
| 8.      | «The Rainy Night (내일의 나에게)» | Jung Yoon-hwa y Seo Hye-ri                            | Softserveboy, Sqvare, Hwan Yang y Ryan S. Jhun                                                              | 3:19     |  |
| 9.      | «Far»                             | Sahara (Joombas)                                      | Alexander Karlsson (JeL), Alexej Viktorovitch (JeL) y Alex Nese                                             | 3:36     |  |
| 10.     | «Bring the Noize»                 | Kim Boo-min y sokodomo                                | Hitchhiker, Kim Boo-min, Aventurina King y John Fulford                                                     | 3:42     |  |
| 11.     | «Magic Carpet Ride»               | Jo Yoon-kyung                                         | Harvey Mason Jr., Patrick "J. Que" Smith, Britt Burton y Dewain Whitmore                                    | 3:38     |  |
| 12.     | «Road Trip»                       | Le'mon (Joombas), Ellie Suh (Joombas) y San (Vendors) | Erik Lidbom y MLC                                                                                           | 3:35     |  |
| 13.     | «Dreamer»                         | Baek Geum-min                                         | Mich Hansen, Daniel Davidsen (PhD), Peter Wallevik (PhD), Boy Matthews y Asia Whiteacre                     | 3:29     |  |
| 14.     | «Promise You (다시 만나는 날)»    | ZNEE (Joombas) y Rick Bridges                         | Noah Conrad, Roland "Rollo" Spreckley, Tony Ferrari y Ryan Linvill                                          | 3:31     |  |
| 49:34   |                                   |                                                       | |          |  |